# Lance Macklin
Lance Macklin,  britanski dirkač Formule 1, * 2. september 1919, Kensington, London, Anglija, Združeno kraljestvo, † 29. avgust 2002, Anglija.
Debitiral je v sezoni 1952, ko je kot najboljši rezultat sezone dosegel osmo mesto na predzadnji dirki sezone za Veliki nagradi Nizozemske. V naslednji sezoni 1953 je nastopil na šestih dirkah, toda prav na vseh odstopil. Odstopil je tudi na edini dirki, na kateri je nastopil v sezoni 1954. V sezoni 1955 pa je na domači in predzadnji dirki sezone za Veliko nagrado Velike Britanije z osmim mestom izenačil svojo najboljšo uvrstitev v karieri. Po tem ko je bil leta 1955 udeležen v dveh hudi nesreči na znameniti dirki 24 ur Le Mansa, na kateri se je smrtno ponesrečil Pierre Levegh in osemdeset gledalcev, in manjši dirki Dundrod Tourist Trophy, na kateri sta se smrtno ponesrečila Jim Mayers in William T Smith, se je upokojil kot dirkač. Umrl je leta 2002

## Popolni rezultati Formule 1
(legenda) (odebeljene dirke pomenijo najboljši štartni položaj, poševne pa najhitrejši krog, †-uvrščen kljub odstopu)
| Leto | Moštvo            | Šasija        | Motor               | 1       | 2       | 3       | 4       | 5       | 6      | 7     | 8       | 9       | Prv | Toč |
| ---- | ----------------- | ------------- | ------------------- | ------- | ------- | ------- | ------- | ------- | ------ | ----- | ------- | ------- | --- | --- |
| 1952 | HW Motors Ltd     | HWM           | Alta Straight-4     | ŠVI Ret | 500     | BEL 11  | FRA 9   | VB 15   | NEM    | NIZ 8 | ITA DNQ |         | -   | 0   |
| 1953 | HW Motors Ltd     | HWM           | Alta Straight-4     | ARG     | 500     | NIZ Ret | BEL Ret | FRA Ret | VB Ret | NEM   | ŠVI Ret | ITA Ret | -   | 0   |
| 1954 | HW Motors Ltd     | HWM           | Alta Straight-4     | ARG     | 500     | BEL     | FRA Ret | VB      | NEM    | ŠVI   | ITA     | ŠPA     | -   | 0   |
| 1955 | Stirling Moss Ltd | Maserati 250F | Maserati Straight-6 | ARG     | MON DNQ | 500     | BEL     | NIZ     | VB 8   | ITA   |         |         | -   | 0   |